# Maxweiler
Maxweiler ist ein Gemeindeteil der Großen Kreisstadt Neuburg an der Donau im Landkreis Neuburg-Schrobenhausen im Regierungsbezirk Oberbayern. Der Ort war ein Gemeindeteil von Bruck und wurde zum 1. Januar 1976 nach Neuburg umgegliedert. Maxweiler ist zehn Kilometer von Neuburg entfernt und gehört zur Gemarkung Bruck.
Das Dorf liegt in Oberbayern. Im Süden verlaufen die Bahnstrecke Ingolstadt–Neuoffingen und die Bundesstraße 16.

## Name

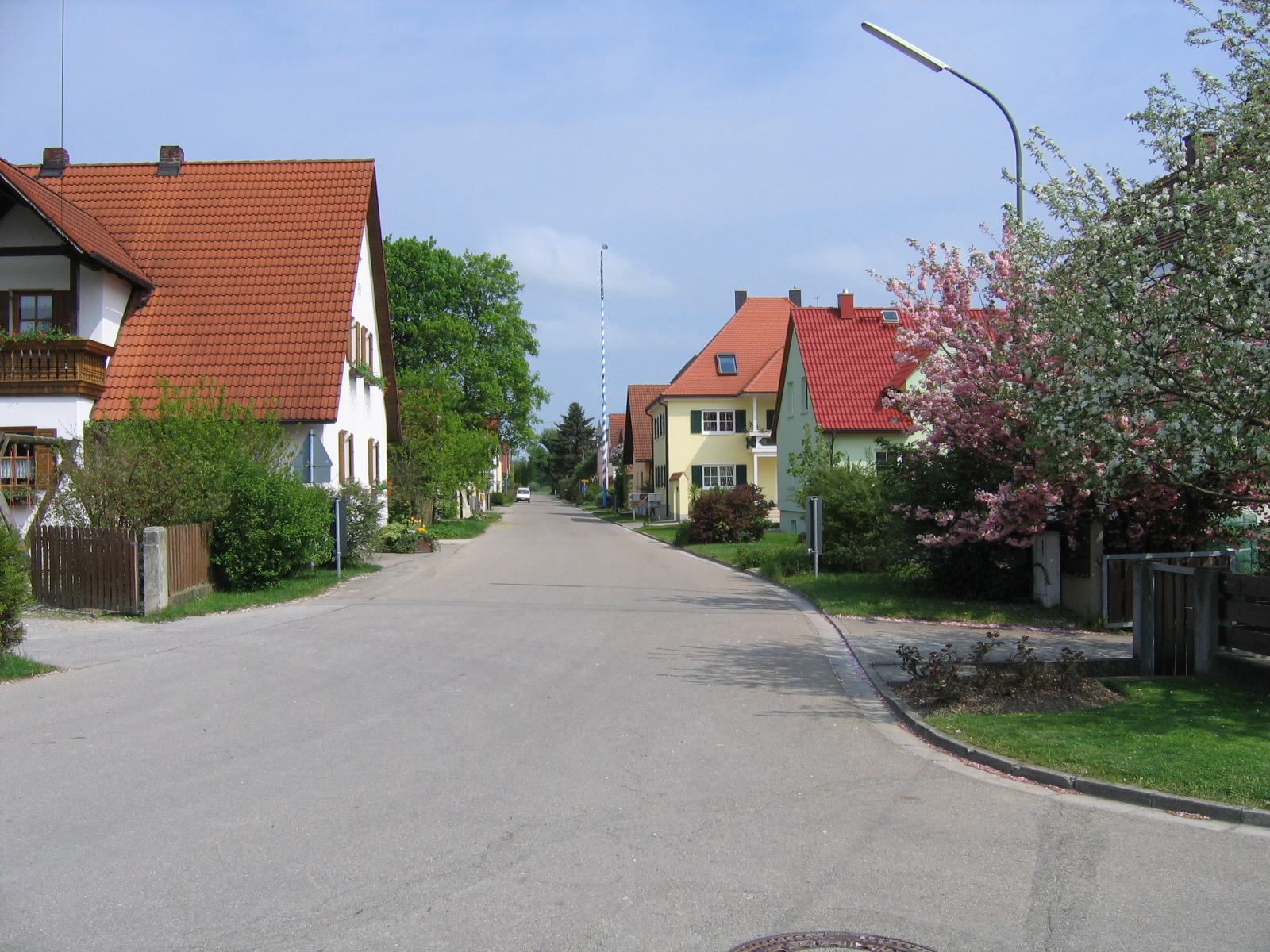
Die Maxweilerstraße

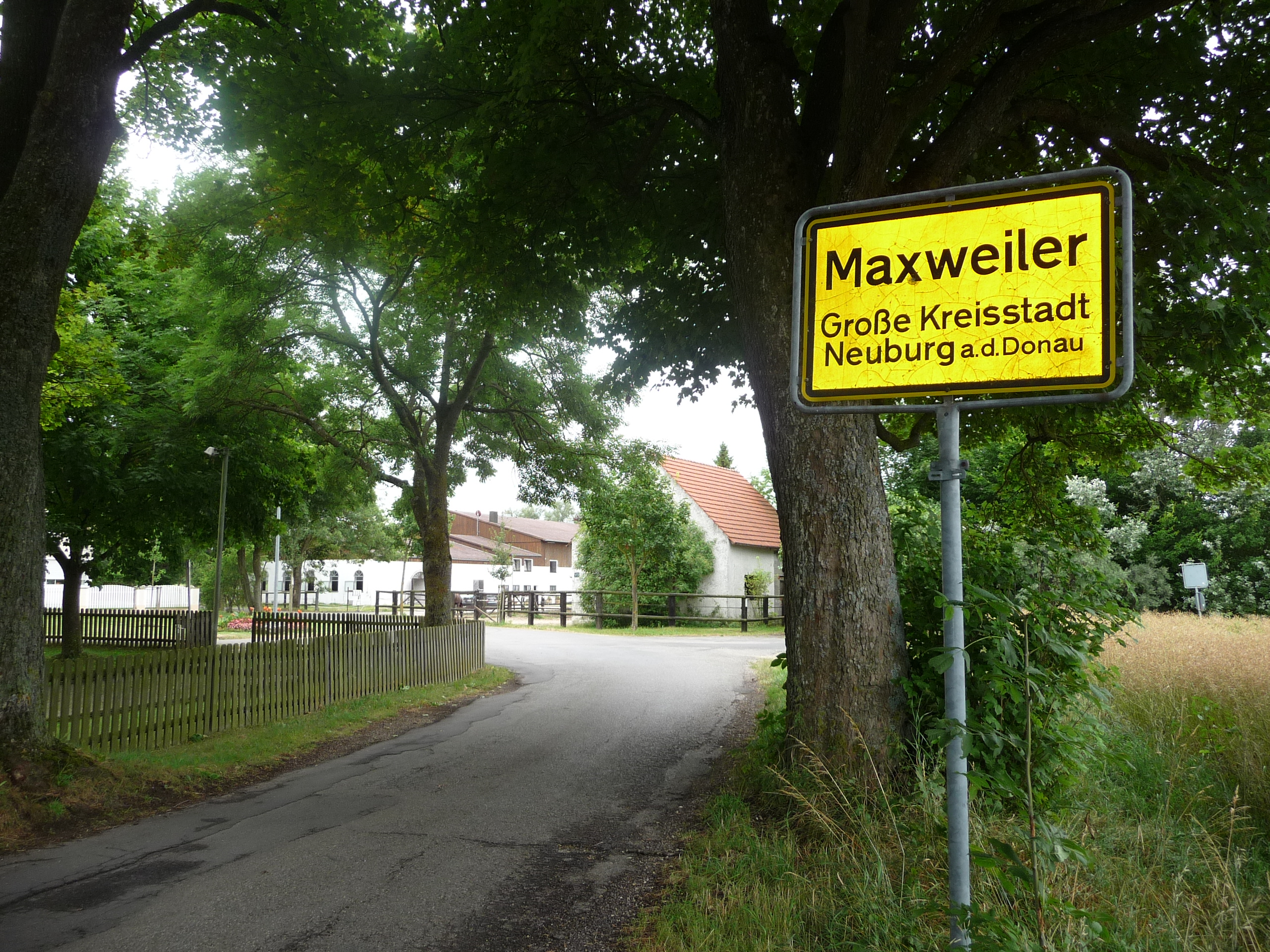
Der Name Maxweiler soll an König Max I. erinnern

In einem Schreiben vom 31. Mai 1808 stellten die Bewohner einen Antrag an die Königliche Landdirektion und schlugen vor, den Ort „Maxweile“ zu nennen, als Dank an den König. Doch Maximilian I. Joseph zögerte die Zustimmung hinaus. Erst am 15. Oktober 1810 taucht in den Akten erstmals der Name Maxdorf auf und später Maxweiler.

## Geschichte
Maxweiler wurde durch Kurfürst Maximilian IV. Joseph von Bayern gegründet. Die ersten Bewohner waren acht Mennonitenfamilien aus der Rheinpfalz, die sich 1802 in dem Ort niederließen und für zwei Jahre das Jagdschloss Grünau bewohnten. Sie wurden während dieser Zeit vom bayerischen Staat versorgt. Die neuen Bewohner bemühten sich dabei um die Kultivierung des in der Nähe liegenden „Unteren“ und „Oberen Dessau“ sowie des „Weinschlages“.
Im Jahr 1804 erhielten die Kolonisten die Genehmigung, „auf dem Riegel“, einem in der Nähe liegenden Eichenwald, zu bauen, wie sie es für zweckmäßig hielten. Oberaufsicht hatte der Hofbau-Direktor Freiherr von Reigersberg. Finanziell unterstützt wurden die Siedler durch die Neuburger Landschaftskasse, vom Spital Lauingen und von der Provinzialstiftungskasse, die Pfarrkirche zu Höchstädt an der Donau gab ein Darlehen. Sie erhielten Abgabefreiheit für zehn Jahre.
1810 waren im Grundsteuerkataster acht Gehöfte eingetragen. Diese waren bis 1814 steuerfrei. Der Ort entwickelte sich und zählte bald 18 Häuser mit 120 Seelen. Fast alle Einwohner waren Mennoniten. Die wenigen Protestanten und Katholiken gehörten zur Pfarrei Weichering.
Seit 1818 gehört der Ort zur Gemeinde Zell, nicht aber zu der näherliegenden, zwischen Maxweiler und Zell befindlichen
Gemeinde Bruck. Da die Grundstücke der Kolonisten in der Steuergemeinde Bruck lagen, stellten die Bürger von Maxweiler am 25. März 1846 ein Gesuch um Umgemeindung nach Bruck bzw. um Bildung einer eigenen, selbständigen Gemeinde. Mit der Begründung, die Gemeinde habe zu Zell keinerlei Beziehungen, der Ort verfüge über eine zusammenhängende Flur, habe zudem ein eigenes Bethaus und eine Schule, wurde der Antrag auf Selbständigkeit abgelehnt, einer Eingemeindung nach Bruck aber zugestimmt.
Auf Grund wirtschaftlicher Schwierigkeiten wanderten zwischen 1851 und 1856 acht Mennonitenfamilien aus, eine nach Ungarn, sieben nach Iowa in Nordamerika, nur drei Familien blieben in Maxweiler.
1935 wurde wahrscheinlich der erste Maibaum im Dorf aufgestellt. 1955 nahmen der Schützenverein „Freiweg“ und die Dorfjugend das Brauchtum wieder auf.

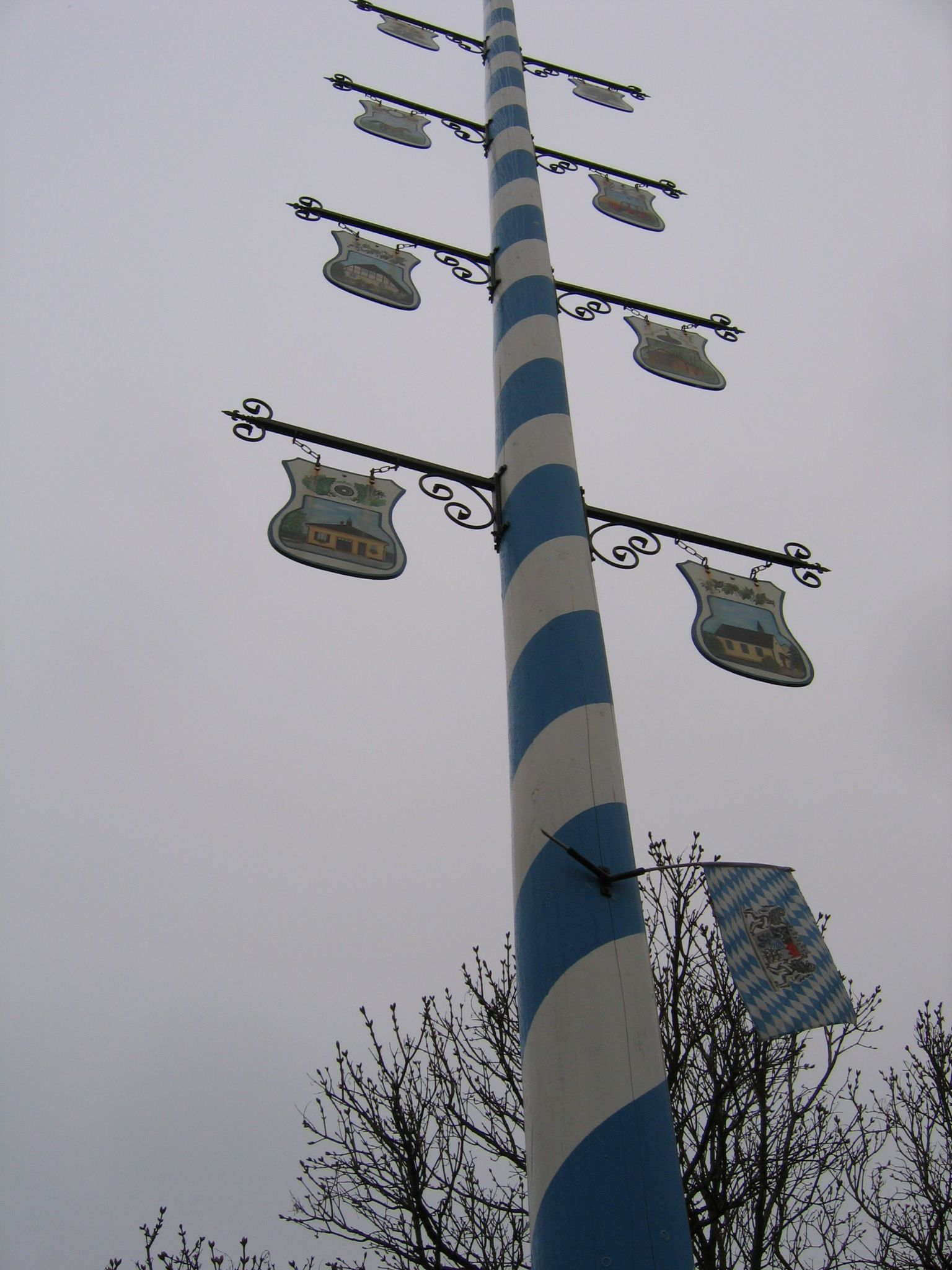
Der Maibaum von Maxweiler
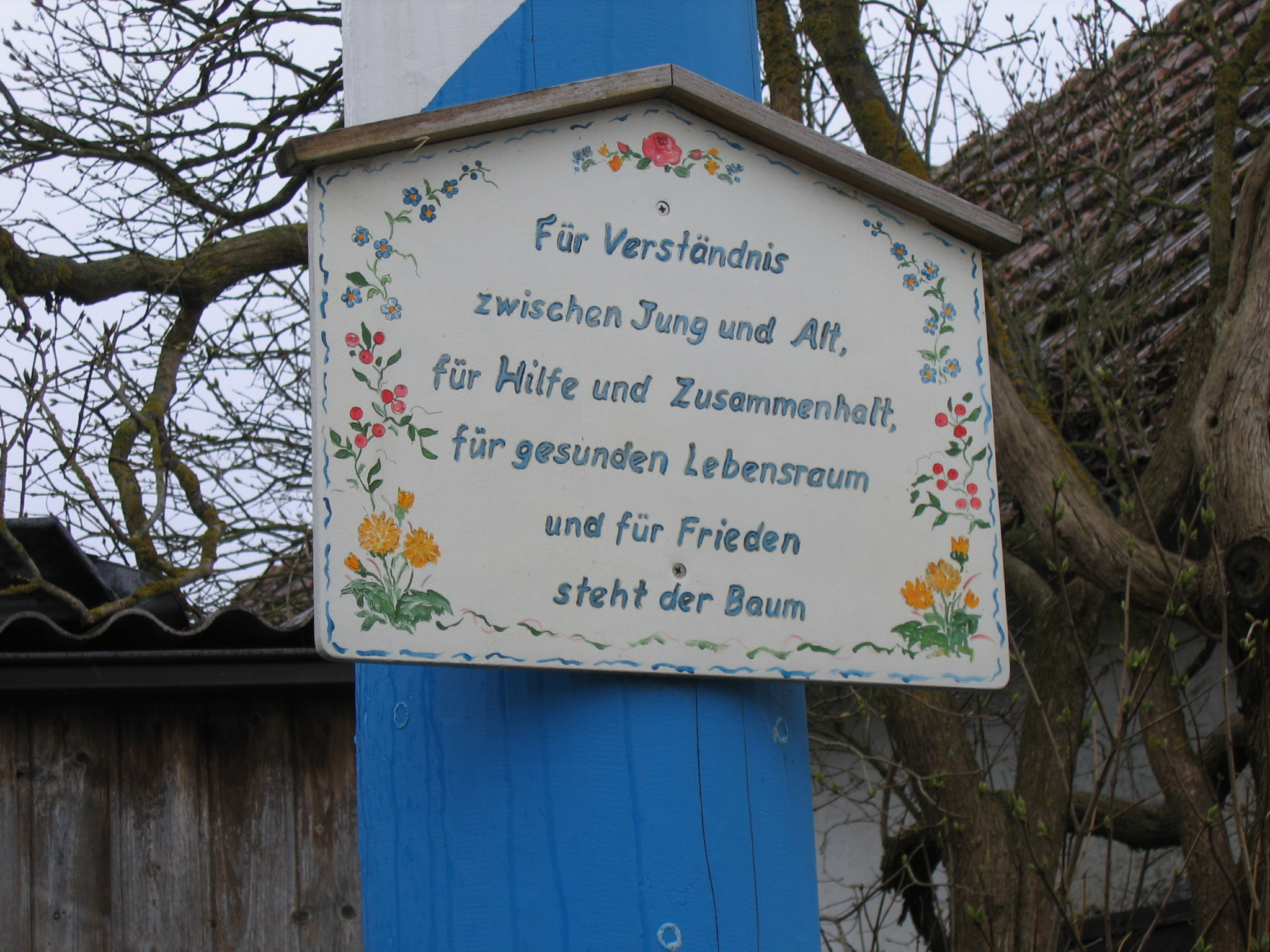
Ein Sinnspruch am Maibaum in Maxweiler

## Mennoniten-Bethäuser
Nach einem Entwurf des Maurermeisters Karmann sollte das erste Bethaus errichtet werden, das auch einen Schulraum enthalten sollte. Am 26. Dezember 1831 wurde der Plan an die Königlich bayerische Regierung des Oberdonaukreises zu Augsburg zur Genehmigung eingereicht, am 9. Dezember 1832 wurde das Haus eingeweiht. Es war dies das erste Bethaus von Mennoniten in Bayern. Am 23. April 1833 erhielt die Gemeinde einen Zuschuss durch die königliche Kasse von 684 Gulden zur Deckung der Kosten, von der Kreisschulkasse einen weiteren Betrag von 200 Gulden. Die ersten Prediger waren Daniel und Heinrich Müller aus Maxweiler.
Am 6. April 1955 wurde beim Landratsamt Neuburg ein Plan für einen Neubau eingereicht. Der Entwurf des Zeller Maurermeister Simon Schönacher wurde genehmigt, 1956 war das kirchliche Zentrum fertiggestellt. Es handelt sich hier um einen schlichten Raum mit siebzig Sitzplätzen, einer Holzkanzel und einem Abendmahltisch. 1983 wurde das Harmonium gegen eine elektronische Orgel ausgetauscht.

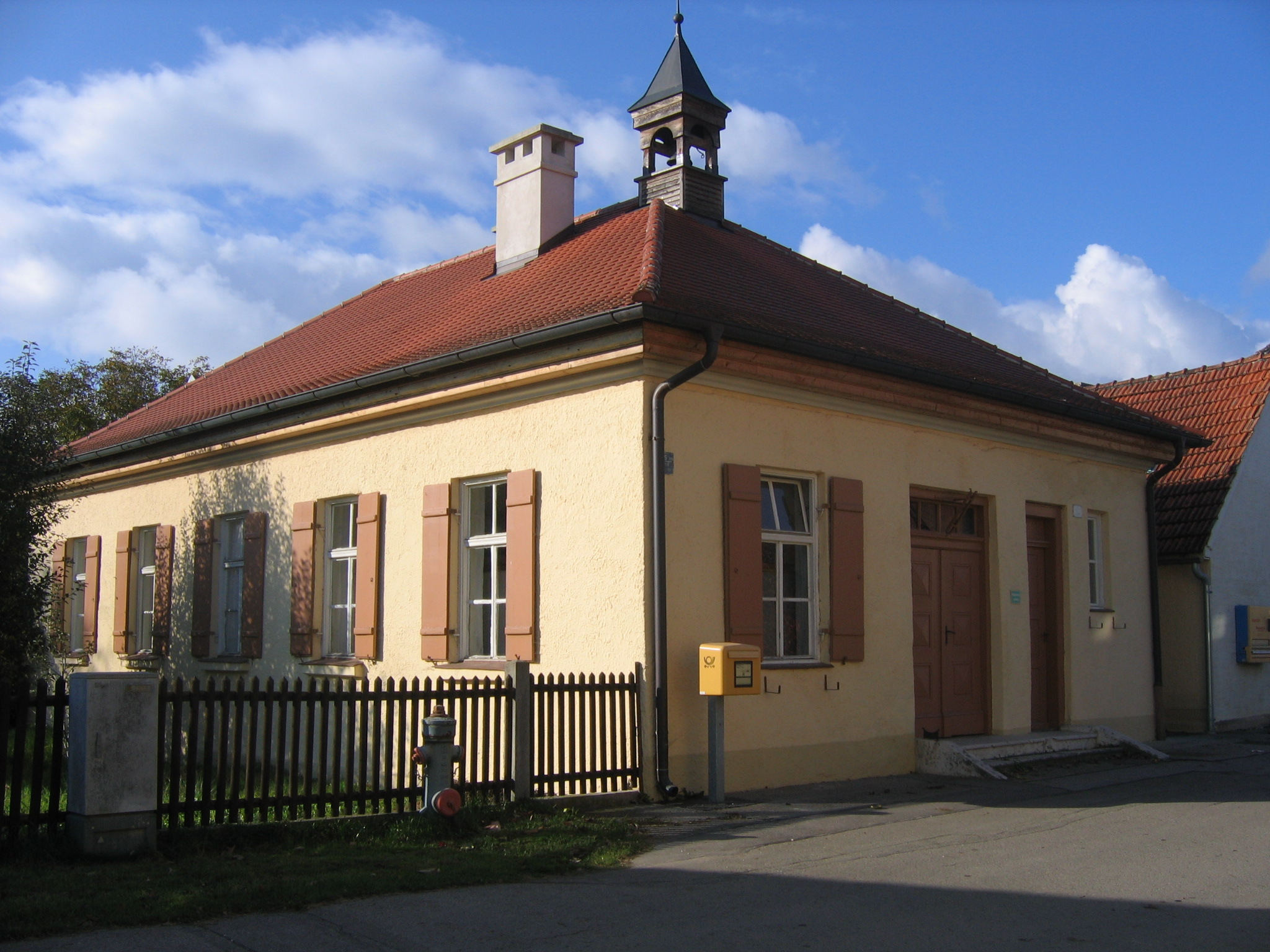
Das erste und noch erhaltene Mennoniten-Bethaus von Bayern in Maxweiler
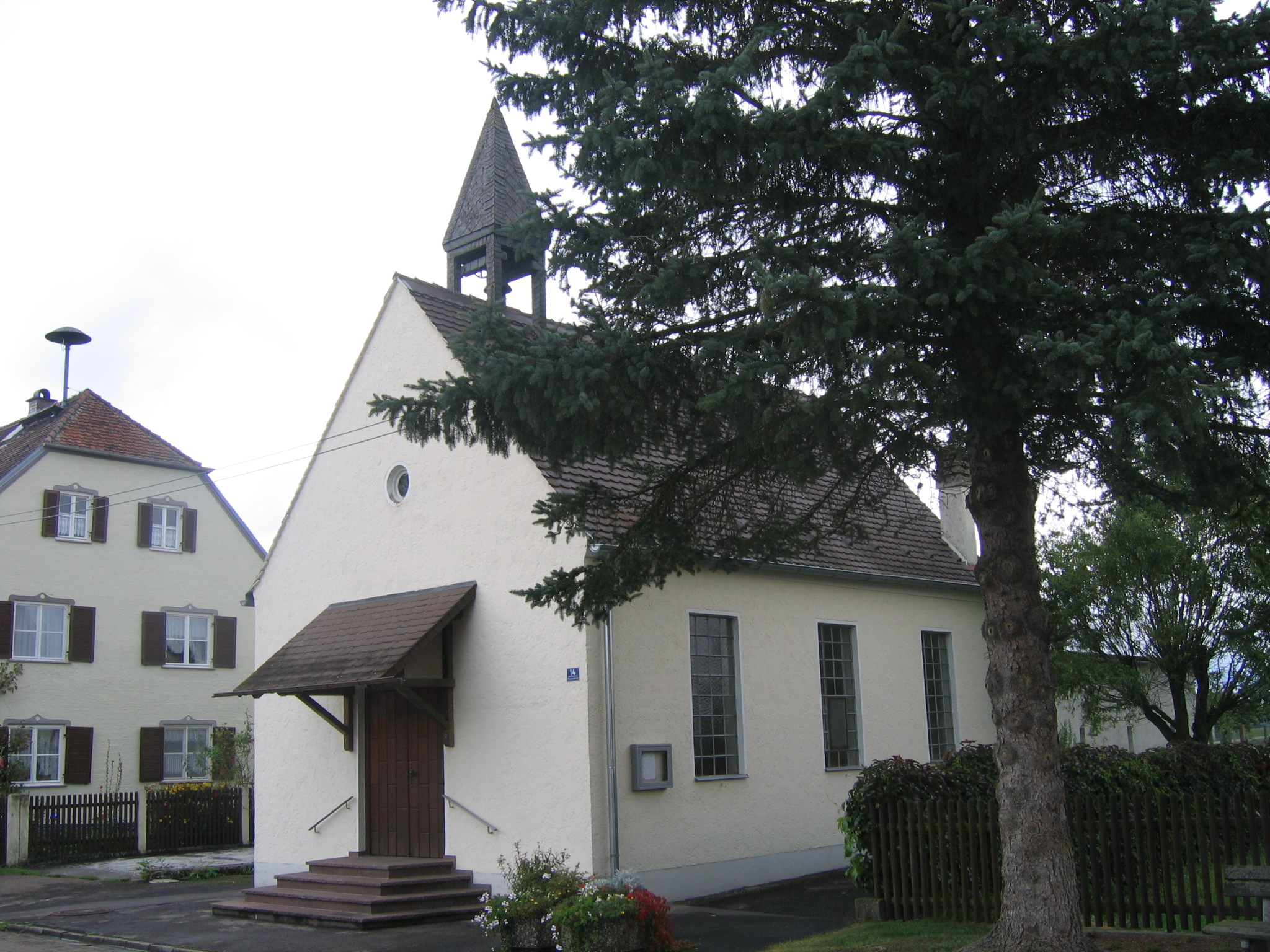
Das neue Bethaus von Maxweiler

## Schule
Die Kolonisten richteten fünf Jahre nach der Gründung des Dorfes wegen 25 schulpflichtiger Kinder ein Bittschreiben um Übernahme von Kosten für einen Lehrer an die königliche Regierung. Weitere Begründung waren die großen Entfernungen zu benachbarten Schulen. Obwohl dies zunächst abgelehnt wurde, wurde ab Ende 1811 der Unterricht durch einen „Nichtlehrer“ aufgenommen. Am 31. Oktober 1822 beschwerten sich die Kolonisten über den Schulzustand und beantragten einen Schulhausbau. Die Kosten für das Gebäude wurden auf 945 Gulden beziffert. An Eigenleistung wurden 228 Gulden geboten, 317 Gulden wollte die Gemeinde bezahlen, und den Rest sollte die Königliche Regierung beisteuern. 1833 erfolgte Bau des Bethauses, in dem ein Schulraum eingeplant wurde.
1885 wurde der Schulsprengel geändert, die Kinder von Rohrenfeld und Rothheim besuchten nun ebenfalls die Schule in Maxweiler. Bis 1970 diente das Bet- und Schulhaus als Schule.